# Помощник Папского трона

Герб епископов-помощников Папского трона

Помощник Папского Трона (лат. Assistens Throno Pontificio) — церковный титул в Римско-католической Церкви по 28 марта 1968 года — когда титул был отменён motu proprio Pontificalis Domus Папы Павла VI — мог быть предоставлен епископам. Титул обозначает прелата, принадлежащего Папской Капелле, который стоит около трона папы римского при торжественных церемониях и это положение было аналогично положению каноников своего епископа. Каноники во время торжественных церемоний занимают места рядом с епископом и часто упоминались, как помощники епископского трона.
Почётный титул мог быть предоставлен непосредственно от Папы или при назначении архиепископом и апостольский нунцием, титул предоставлял право стоять на торжественных папских церемониях оставаясь в непосредственной близости от Папского трона. Епископы-помощники Папского трона занимают место непосредственно ниже Коллегии Кардиналов, а также графов Апостольского Дворца. Три патриарха (Венеция, Гоа и Лиссабона) были Помощниками Папского Трона по должности.
Помимо епископов-помощников Папского Трона, также были князья-помощники Папского трона — наследственный церковный дворянский титул.
Титул не использовался начиная со Второго Ватиканского Собора, тем более, что папа римский Павел VI реформировал Папский двор и удалил все предыдущие дворянские титулы.

## Список Помощников Папского трона
...
- Джованни Баттиста Капрара
- Джузеппе Мария Дориа Памфили (8 сентября 1773 — 14 февраля 1785);
- Чезаре Бранкадоро

...